# タガチャル
タガチャル(モンゴル語: Taγačar,中国語: 塔察児国王, ? - 1278年?)とは、チンギス・カンの弟テムゲ・オッチギンの孫で、モンゴル帝国の皇族。『元史』などの漢文史料では塔察児国王、『集史』などのペルシア語史料ではطغاچار نویانTaghāchār Nūyānと記される。

## 概要
タガチャルはテムゲ・オッチギンの息子ジブゲンの息子として生まれたが、父のジブゲンが早世したために若くしてオッチギン王家当主の座につくこととなった。しかしあまりにもタガチャルが若すぎたため、庶兄のトデがタガチャルを廃嫡して自らが当主にならんと画策した。しかしオッチギン家王傅(千人隊長)のコルコスンとウイグル人重臣のサルギスが当時実権を握っていたドレゲネ太后に直訴することでタガチャルのオッチギン家当主への就任は中央政府に承認され、この功績によってオッチギン家領の北半分をコルコスンが、南半分をサルギスが管理することとなった。また、この事件からオッチギン家の所領が黒山＝大興安嶺の山麓、フルンボイル方面にあったことが確認される。
1248年、グユク・カアンが崩御した直後のクリルタイにはタガチャルも出席し、ジョチ家のバトゥやトゥルイ家のアリク・ブケらとともにトゥルイ家のモンケを支持した。この時にはオゴデイ家の反対によって新たなカアンは決まらなかったものの、3年後の1251年のクリルタイにもカサル家のイェグ・トク・イェスンゲやカチウン家のアルチダイ、ベルグタイらとともに出席し、モンケのカアン即位に大きく貢献した。
1252年よりカサル家のイェグを総司令とする高麗遠征が行われ、タガチャルもまたこれに従軍したが、その最中1253年7月にイェグが恨みを抱いてタガチャルの陣営を襲撃するという事件を起こした。前後の事情は不明であるが、この一件では年下であるタガチャルの方が尊重されてイェグのみが処罰され、これをきっかけとしてイェグは失脚するに至った。

### モンケ・カアンの南宋遠征
即位を果たしたモンケは東アジア遠征軍と西アジア遠征軍を組織し、自身の弟であるクビライとフラグをそれぞれの総司令官とした。フラグ率いる征西軍がジョチ家を始めとする右翼(西方)の諸王家の協力を得ていたのに対し、クビライ率いる南征軍はタガチャルを始めとする左翼(東方)の諸王の協力を得ていた。しかし南宋攻略の方針を巡ってモンケ・カアンとクビライが対立すると、モンケは南宋親征を決定し、併せてタガチャルを左翼軍の総司令として起用し、タガチャルはモンケ率いる本隊に先行して南宋を攻めることとなった。
この時のタガチャル率いる軍隊には東方三王家よりカサル家当主イェスンゲ、カチウン家当主チャクラ、「左手の五投下」よりジャライル部のクルムシ、コンギラト部のナチン、イキレス部のデレケイ、ウルウト部のケフテイ、マングト部のチャガン・ノヤンが参加しており、実戦経験豊富な精強な軍隊であった。しかし、1257年に南宋有数の軍事拠点である襄陽・樊城を攻囲した時、タガチャル率いる遠征軍は秋の長雨のため、或いはタガチャル自身の怠慢のため僅か1週間で襄陽・樊城攻囲を止めて撤退した。タガチャルのこの撤退の理由は不明であるが、この前年タガチャルの軍が人民の羊豕を掠奪したことに対して罪を問うたことが関係しているのではないかと推測されている。
タガチャルの撤退に激怒したモンケは一時タガチャルを遠征軍の指揮官から更迭したものの、翌1258年初頭に内モンゴルでクビライと合流したモンケはクビライとの会談で南宋遠征計画を手直しし、改めてタガチャルは左翼軍の指揮官として起用された。新たな作戦案の下、モンケ軍が四川方面に進軍し、クビライ軍が鄂州に進軍したのに対し、タガチャルは東方淮水流域の荊山に攻め入って南宋軍を分散するよう命じられた。
同年11月、タガチャルはオゴデイ家のモンゲドゥと同時に一度モンケ本隊の下にやってきたが、これは新たな作戦案についてモンケが自ら口頭でタガチャルと打ち合わせるため、またタガチャル軍に属する「五投下」軍をモンケ本隊に移すためであったと推測されている。モンケとの会談の後、タガチャルはクビライ軍と邢州で合流し、ここで左翼軍の統帥権をクビライに委ねた。その後タガチャルはクビライ軍と分かれて東方三王家の軍のみを率い、改めて作戦目標である荊山への侵攻を開始した。
しかしタガチャルの引き起こした「襄陽撤退事件」によって当初のモンゴル軍の南宋侵攻作戦は大きく狂っており、当初の計画ではタガチャル軍が先行して実戦を担当するはずが今回は逆にモンケ率いる本隊が先行してしまい、四川方面で熱病にかかったモンケは病没してしまった。

### 帝位継承戦争
モンケが四川において病死した後、次代のカアン位を巡ってモンケの弟であるクビライとアリク・ブケとの間で帝位継承戦争が生じた。モンケが亡くなった頃、タガチャルは淮安方面で妹を嫁がせた漢人軍閥の有力者李璮とともに南宋に侵攻していたが、クビライとアリク・ブケの帝位争いを聞いてどちらに味方するか一時逡巡した。しかし、オッチギン王家に仕えるサルギスがタガチャルにクビライに味方すべしと進言したことをきっかけにクビライを推戴することを決定した。
中統元年（1260年）3月、開平に集ったクビライ派の有力者の内、西道諸王の代表としてオゴデイ家のナリン・カダアンとチャガタイ家のアジキ、東道諸王の代表としてオッチギン家のタガチャルとカサル家のイェスンゲ、カチウン家のクラクル王、ベルグタイ王家のジャウドゥが出席してクリルタイを開催し、クビライをカアンに推戴した。西道諸王は出席している人数自体が少なく、出席している人物も各王家の庶流であることが多いため、「クビライ派」とは事実上タガチャルを中心とするモンゴル帝国の左翼部より成る集団であったと言える。
タガチャル率いる東道諸王軍隊はアリク・ブケとの戦いにおいてクビライ側の主力として活躍し、これに対する報償としてクビライは幾度も下賜品を与えた。中統2年（1261年）に起こったシムルトゥ・ノールの戦いでタガチャルはアリク・ブケ軍の主力を破り、クビライ側の勝利を決定づけた。
帝位継承戦争後、タガチャルはクビライ擁立の殊勲者として遇され、クビライの治世の前半においてオッチギン王家は大元ウルス屈指の有力王家として繁栄した。タガチャルの死去年は不明であるが、至元15年（1278年）に起こったシリギの乱に関わったベルグタイ家のジャウドゥの処罰にタガチャルが関わったと『集史』に記されていること、至元10年までは『元史』にもタガチャルに関する記述が見られることなどから、至元15年前後に亡くなったものと推測されている。

## 子孫
『集史』「イェスゲイ・バハードゥル紀」はタガチャルの後を継いだのは息子のアジュル(اجولAjūl)であるとするが、『集史』にはアジュルの事跡について全く記述がなく、『元史』においても中統元年にタガチャルとともにクビライより下賜品を受けたことが記録されるのみで、どのような人物であったかは不明である。
このため、タガチャル以後のオッチギン王家当主の座はアジュルがごく短期間のみ承襲し、すぐにその息子ナヤンが受け継いだものと見られる。

## オッチギン王家
- テムゲ・オッチギン（Temüge Odčigin,鉄木哥斡赤斤／تموگه اوتچگين Temūga Ūtchigīn）
  - ジブゲン大王（J̌ibügen,只不干大王／جیبوJībū）
    - タガチャル国王（Taγačar,塔察児国王／طغاچار نویانTaghāchār Nūyān）
      - アジュル大王（Aǰul,阿朮魯大王／اجولAjūl）
        - ナヤン大王（Nayan,乃顔大王／نایانNāyān）
          - 遼王トクトア（Toqto'a,遼王脱脱／توقتا کوونTūqtā Kūwn）
            - 遼王ヤナシュリ（Yanaširi,遼王牙納失里）
              - 遼王アジャシュリ（Aǰaširi,遼王阿札失里）

      - 寿王ナイマダイ（Naimantai,寿王乃蛮台／نایمتایNāīmatāī）